# 淡島寒月

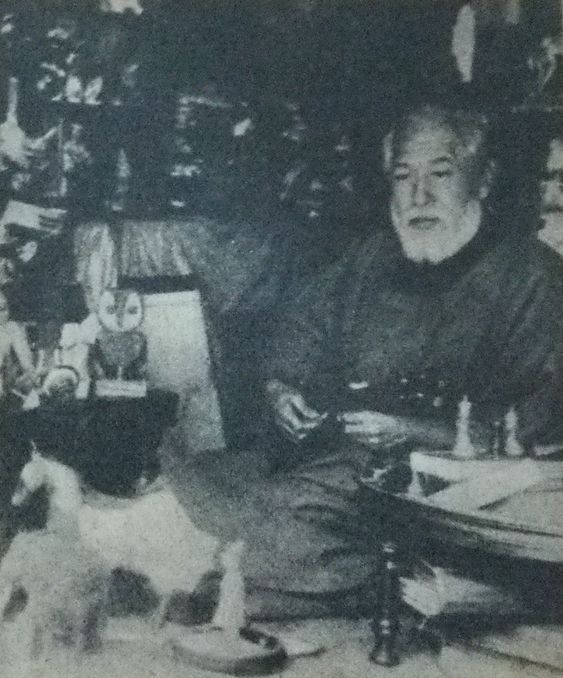
年月不明

淡島 寒月（あわしま かんげつ、本名: 淡島 寶受郎（）、安政6年10月23日（1859年11月17日） - 1926年（大正15年）2月23日）は、明治時代の日本の作家、画家、古物収集家。父親は画家の淡島椿岳。長女は教育者・政治家の木内キヤウ（公立小学校校長となり第1回参議院議員選挙で参議院議員ともなった）。幕末の大富豪の伊藤八兵衛は伯父、その娘で渋沢栄一の後妻になった兼子は従姉にあたる。
広範な知識を持った趣味人であり、元禄の作家井原西鶴を再評価し、幸田露伴や尾崎紅葉などとともに文壇に紹介したエピソードで有名である。
収集家としても有名であり、住居の梵雲庵には3000あまりの玩具と江戸文化の貴重な資料があったが、関東大震災の際に全て焼失した。

## 略歴
日本橋馬喰町4丁目に生まれる。淡島家の家業は軽焼きの名店淡島屋であり、非常に裕福であった。父親の椿岳には160人の愛妾がいたという。
1870年、福澤諭吉を読んで西洋文化に興味を持つようになり、英語を勉強し洋間に住んだ。頭髪に灰汁をかけて染髪までしていた。寒月は西洋文明への憧れのあまり、アメリカに帰化しようと願い、アメリカでは日本のことを聞かれると思い、日本文化を研究し始めた。
1880年、湯島聖堂の図書館に通い、草双紙を毎日書写する。この時、山東京伝を読んで西鶴のことを知る。1887年頃、文学者の露伴や紅葉らと知り合い、西鶴を紹介する。このことが明治における西鶴再評価に繋がった。
1893年、前々年から雑誌や新聞への寄稿を止め、向島の梵雲庵で隠居生活に入る。この頃、キリスト教の洗礼を受ける。しかし、「宗教観からというよりは、外国の文化に接するためであった」と、後に述懐している。
1923年9月1日、関東大震災により、梵雲庵全焼。収集物を全て失う。同年12月、梵雲庵再建。
1926年2月23日、66歳で死去。駒込の染井霊園に葬られた。

## 著作
- 『寒月翁画翰集 文画三昧』新野亮太郎、1922年12月。NDLJP:935951。
- 阿部採果 編『寒月余影』平沢勘吉、1927年3月。
- 『梵雲庵雑話』延広真治解説、岩波書店〈岩波文庫〉、1999年8月。ISBN 9784003115916。
- 『梵雲庵雑話』紅野敏郎解説、平凡社〈東洋文庫 658〉、1999年8月。ISBN 9784582806588。

## 参考資料
- 山口昌男『「敗者」の精神史』岩波書店、1995年7月。ISBN 9784000029667。
- 『梵雲庵雑話』延広真治解説、岩波書店〈岩波文庫〉、1999年8月。ISBN 9784003115916。